# Spigelia schlechtendaliana
Spigelia schlechtendaliana är en tvåhjärtbladig växtart som beskrevs av Carl Friedrich Philipp von Martius. Spigelia schlechtendaliana ingår i släktet Spigelia och familjen Loganiaceae. Inga underarter finns listade i Catalogue of Life.